# CE Hispano Francès
CE Hispano Francès (katalanska: Club Esportiu Hispano Francès, spanskafranska sportklubben) är en sportklubb bildad 1942 i Gràcia, Katalonien, Spanien. Klubben har haft verksamhet i ett stort antal sporter. Klubben hette ursprungligen Agrupación de Tenis del Instituto Francés de Barcelona, men har haft sitt nuvarande namn sedan 1943. 
Dess volleybollsektion har varit den mest framgångrika. Herrlaget har blivit spanska mästare tre gånger medan både herr- och damlaget vunnit spanska cupen. Dess damlag i både basket och handboll har blivit katalanska mästare.